# Erlang-Verteilung
Die Erlang-Verteilung ist eine stetige Wahrscheinlichkeitsverteilung, eine Verallgemeinerung der Exponential-Verteilung und ein Spezialfall der Gamma-Verteilung. Sie wurde von Agner Krarup Erlang für die statistische Modellierung der Intervall-Längen zwischen Telefonanrufen entwickelt.
Die Erlang-Verteilung wird in der Warteschlangentheorie verwendet, um die Verteilung der Zeitspanne zwischen Ereignissen eines Poisson-Prozesses, beispielsweise der Ankunft von Kunden, zu erfassen, sowie in der Qualitätssicherung zur Beschreibung von Lebensdauern. In Callcentern wird diese Verteilung für die Personaleinsatzplanung genutzt, um die Anzahl der  benötigten Agenten auf Grund des erwarteten Anrufvolumens im Zeitintervall zu bestimmen.
Die Erlang-Verteilungsdichte liefert die Verteilung der Wahrscheinlichkeit dafür, dass nach Verstreichen des Orts- oder Zeitabstands {\displaystyle x} das {\displaystyle n}-te Ereignis eintritt, wenn man {\displaystyle \lambda } Ereignisse pro Einheitsintervall erwartet (siehe Herleitung). Sie beschreibt eine Kette von {\displaystyle n} nacheinander erfolgenden Ereignissen. Der wahrscheinlichste Abstand bis zum {\displaystyle n}-ten Ereignis (Modus) ist kleiner als der Mittelwert (Erwartungswert), weil kürzere Ereignisabstände häufiger auftreten. Füllt man die der Größe nach sortierten Abstände der jeweiligen Einzelereignisse in ein Histogramm, so zeigt dieses dementsprechend eine Exponential-Verteilung.

Dichte der Erlang-Verteilung,

## Definition
Die Erlang-Verteilung {\displaystyle \operatorname {Erl} (\lambda ,n)} mit den Parametern {\displaystyle \lambda >0} (einer positiven reellen Zahl) und {\displaystyle n\geq 1} (einer natürlichen Zahl) ist eine spezielle Gammaverteilung, die durch die Dichtefunktion
{\displaystyle f(x)={\begin{cases}\displaystyle {\frac {\lambda ^{n}x^{n-1}}{(n-1)!}}\,\mathrm {e} ^{-\lambda x}&x\geq 0\\0&x<0\end{cases}}}
festgelegt wird, und die sich von der allgemeinen Gammaverteilung durch die Beschränkung auf natürliche Zahlen im zweiten Parameter unterscheidet.
Für eine Erlang-verteilte Zufallsvariable {\displaystyle X} ist die Wahrscheinlichkeit, dass {\displaystyle X} innerhalb des Intervalls {\displaystyle 0\leq X\leq x} liegt, durch die Verteilungsfunktion
{\displaystyle F(x)={\begin{cases}\displaystyle {\frac {\lambda ^{n}}{(n-1)!}}\int _{0}^{x}t^{n-1}\mathrm {e} ^{-\lambda t}\,\mathrm {d} t={\frac {\gamma (n,\lambda x)}{(n-1)!}}=1-{\frac {\Gamma (n,\lambda x)}{(n-1)!}}=1-\mathrm {e} ^{-\lambda x}\sum _{i=0}^{n-1}{\frac {(\lambda x)^{i}}{i!}}&x\geq 0\\0&x<0\end{cases}}}
gegeben, wobei {\displaystyle \gamma } bzw. {\displaystyle \Gamma } die unvollständige Gammafunktion bezeichnet.

## Herleitung und Interpretation
Die Erlang-Verteilung kann interpretiert werden als die Wahrscheinlichkeitsdichte, nach einer Zeit {\displaystyle t} das {\displaystyle n}-te Ereignis zu erhalten. Dabei seien die Ereignisse poissonverteilt.
Betrachten wir die Wahrscheinlichkeit, dass das {\displaystyle n}-te Ereignis im Zeitintervall {\displaystyle [t,t+\Delta t]} ist. Dies ist offensichtlich die Wahrscheinlichkeit, dass {\displaystyle n-1} Ereignisse im Intervall {\displaystyle [0,t]} sind, multipliziert mit der Wahrscheinlichkeit, dass genau ein Ereignis in {\displaystyle [t,t+\Delta t]} ist. Da die Ereignisse poissonverteilt und unabhängig in disjunkten Intervallen sind, ist dies:
{\displaystyle {\frac {(\lambda \cdot t)^{n-1}}{(n-1)!}}\mathrm {e} ^{-\lambda \cdot t}\cdot \lambda \cdot \Delta t\cdot \mathrm {e} ^{-\lambda \cdot \Delta t}}.
Dies ist in erster Ordnung {\displaystyle \Delta t}:
{\displaystyle \lambda \cdot {\frac {(\lambda \cdot t)^{n-1}}{(n-1)!}}\mathrm {e} ^{-\lambda \cdot t}\cdot \Delta t},
so dass sich die Erlang-Verteilung ergibt als:
{\displaystyle \lambda \cdot {\frac {(\lambda \cdot t)^{n-1}}{(n-1)!}}\mathrm {e} ^{-\lambda \cdot t}}.

## Eigenschaften
Da eine Erlang-verteilte Zufallsvariable {\displaystyle X} die Summe von {\displaystyle n} unabhängig und identisch mit Parameter {\displaystyle \lambda } exponentialverteilten Zufallsvariablen {\displaystyle X_{1},\dotsc ,X_{n}} ist, ergeben sich die folgenden Eigenschaften.

### Erwartungswert
Die Erlang-Verteilung besitzt den Erwartungswert
{\displaystyle \operatorname {E} (X)=\operatorname {E} \left(\sum _{k=1}^{n}X_{k}\right)=\sum _{k=1}^{n}\operatorname {E} (X_{k})={\frac {n}{\lambda }}.}

### Varianz
Analog ergibt sich die Varianz zu
{\displaystyle \operatorname {Var} (X)=\operatorname {Var} \left(\sum _{k=1}^{n}X_{k}\right)=\sum _{k=1}^{n}\operatorname {Var} (X_{k})={\frac {n}{\lambda ^{2}}}.}

### Modus
Der Modus, das Maximum der Dichte, liegt bei
{\displaystyle {\frac {n-1}{\lambda }}.}

### Charakteristische Funktion
Aus der charakteristischen Funktion einer exponentialverteilten Zufallsvariablen erhält man die einer Erlang-verteilten Zufallsvariable:
{\displaystyle \varphi _{X}(t)=\left({\frac {\lambda }{\lambda -it}}\right)^{n}.}

### Momenterzeugende Funktion
Analog ergibt sich für die momenterzeugende Funktion
{\displaystyle M_{X}(t)=\left({\frac {\lambda }{\lambda -t}}\right)^{n}.}

### Entropie
Die Entropie der Erlang-Verteilung beträgt
{\displaystyle H(X)=(1-n)\psi (n)+\ln \left({\frac {\Gamma (n)}{\lambda }}\right)+n}
wobei ψ(p) die Digamma-Funktion bezeichnet.

## Beziehungen zu anderen Verteilungen

### Beziehung zur Exponentialverteilung
- Die Erlang-Verteilung {\displaystyle \operatorname {Erl} (\lambda ,n)} ist eine Verallgemeinerung der Exponentialverteilung, denn sie geht für {\displaystyle n=1} in diese über {\displaystyle \operatorname {Erl} (\lambda ,1)=\operatorname {Exp} (\lambda )}.
- Es seien {\displaystyle n} viele, alle mit dem gleichen Parameter {\displaystyle \lambda } exponentialverteilte Zufallsvariablen {\displaystyle Y_{i}\ (i=1,\dotsc ,n)}, die stochastisch unabhängig sind, gegeben. Dann ist die Zufallsvariable {\displaystyle X=Y_{1}+Y_{2}+\dotsb +Y_{n}} Erlang-verteilt mit den Parametern {\displaystyle n} und {\displaystyle \lambda } {\displaystyle (n\in \mathbb {N} ,\lambda \geq 0)}.

### Beziehung zur Poisson-Verteilung
- Für einen Poisson-Prozess wird die zufällige Anzahl der Ereignisse bis zu einem definierten Zeitpunkt mittels Poisson-Verteilung {\displaystyle \operatorname {Poi} (\lambda )} bestimmt, die zufällige Zeit bis zum {\displaystyle n}-ten Ereignis ist Erlang-verteilt. Im Fall {\displaystyle n=1} geht diese Erlang-Verteilung in eine Exponentialverteilung über, mit der die Zeit bis zum ersten zufälligen Ereignis sowie die Zeit zwischen zwei aufeinanderfolgenden Ereignissen bestimmt werden kann.
- Die Erlang-Verteilung ist die zur Poisson-Verteilung konjugierte Verteilung.

### Beziehung zur stetigen Gleichverteilung
Eine Erlang-Verteilung kann als Faltung von {\displaystyle n} gleichmäßig stetig verteilten Funktionen {\displaystyle X(0,1)} erzeugt werden:
{\displaystyle \operatorname {Erl} (\lambda ,n)\sim -{\frac {1}{\lambda }}\ln {\left(\prod _{i=1}^{n}x_{i}\right)}.}

### Beziehung zur Gamma-Verteilung
Die Erlang-Verteilung mit dem Parameter {\displaystyle \lambda } und {\displaystyle n} Freiheitsgraden entspricht einer Gammaverteilung mit natürlichem Formparameter {\displaystyle p=n} (und inversem Skalenparameter {\displaystyle b=\lambda }).